# Scaphytopius nigricollis
Scaphytopius nigricollis är en insektsart som beskrevs av Ball 1916. Scaphytopius nigricollis ingår i släktet Scaphytopius och familjen dvärgstritar. Inga underarter finns listade i Catalogue of Life.